# Jens Martin
Jens Martin (* 1963 in Pirna) ist ein deutscher Sportmediziner und Hochschullehrer.

## Leben
Martin studierte von 1981 bis 1987 Medizin, zunächst an der Staatlichen Medizinischen Universität Wolgograd in der Sowjetunion. Nach dem Abschluss des Studiums folgte eine Facharztausbildung in der Sportmedizin, die er am Zentralinstitut für Sportmedizin in Kreischa, an der Medizinischen Akademie Dresden sowie an der Deutschen Hochschule für Körperkultur (DHfK) in Leipzig durchlief. Ab 1987 war er für die ärztliche Betreuung der DDR-Junioren-Volleyballnationalmannschaften mitverantwortlich. An der DHfK erhielt er zudem eine trainingswissenschaftliche Ausbildung. 1991 wurde Martins Doktorarbeit am Institut für Physiologie der Charité in Berlin angenommen. 1994 beendete er eine weitere Fachausbildung, und zwar für Physikalische und Rehabilitative Medizin, welche in Schaufling und Plattling vonstattenging.
Von 1994 bis 1998 war er als Ober- beziehungsweise Chefarzt der Abteilung für Orthopädie und Sportmedizin in der Fachklinik Bavaria Schaufling sowie als Leiter des Instituts für Angewandte Sportmedizin in Schaufling und Freyung tätig. 1998 ließ sich Martin als Facharzt in Deggendorf nieder, zudem übernahm er die Leitung der niederbayerischen Sportmedizinischen Untersuchungs- und Beratungsstelle. Des Weiteren war Martin, der beim Deutschen Schwimmverband Lehrgänge für eine Trainertätigkeit im Leistungssport durchlief, von 2008 bis 2013 Kadertrainer des Bayerischen Schwimmverbandes in Niederbayern. Für den Schweizer Schwimmverband war er 2013 als Athletiktrainer in beratender Funktion am Nationalmannschaftsstützpunkt in Tenero (Tessin) im Einsatz.
Beim Bayerischen Sportärzteverband trat er das Amt des stellvertretenden Vorsitzenden für Fort- und Weiterbildung an und übernahm im Auftrag der Landesärztekammer Bayern Aufgaben als Ausbilder und Prüfer im Bereich Sportmedizin. Auch in der Ausbildung von Physiotherapeuten und Trainern war Martin als Dozent seit 1992 tätig.
Ab 2013 war er an der Eidgenössischen Hochschule für Sport Magglingen als leitender Arzt des Schweizer Olympischen Medizinzentrums und ab Herbst 2014 an der Technischen Hochschule Deggendorf als Hochschullehrer tätig. Am 1. März 2015 wurde er an der TH Deggendorf auf eine Professorenstelle im Fach Angewandte Trainingswissenschaften mit Schwerpunkt Humanphysiologie berufen.
Die Schwerpunkte seiner wissenschaftlichen Arbeit sind die Themengebiete neurovegetative Belastungsbeurteilung, Trainingssteuerung und sportmedizinische Verletzungsrehabilitation.